# Марина Освалд Портер
Марина Николајевна Освалд Портер (рођена Прусакова; рус. Марина Освальд Портер; Марина Николаевна Прусакова; 17. јул 1941) руско-америчка је удовица Ли Харвија Освалда, убице америчког председника Џона Кенедија.

## Рани живот
Портер је рођена као Марина Николајевна Прусакова у граду Молотовску (данас Северодвинск), у Архангељској области, на северозападу Совјетског Савеза. Ту је живела са мајком и очухом до 1957. године, када се преселила у Минск да живи код ујака Иље Прусакова, пуковника совјетског Министарства унутрашњих послова, и да студира фармацију.

## Живот са Освалдом
Марина је упознала Ли Харвија Освалда (бившег америчког маринца који је пребегао у Совјетски Савез) на плесу 17. марта 1961. године. Вјенчали су се шест недеља касније и добили ћерку Џун Ли, рођену следеће године. У јуну 1962. породица је емигрирала у Сједињене Државе и настанила се у Даласу у Тексасу. На забави у фебруару 1963. Џорџ де Мореншилд је упознао пар са Рут Пејн, квекерком и студенткињом руског језика.
У јануару 1963. Освалд је поштом наручио револвер 38, а затим у марту, пушку. Касније тог месеца, како је Марина рекла Вореновој комисији, направила је само једну фотографију Освалда обученог у црно и са оружјем, заједно са издањем новина Милитант, који је бившег генерала Едвина Вокера назвао „фашистом“. Упркос њеном сведочењу под заклетвом да је снимила само једну фотографију, Воренова комисија је имала две различите позе Лија Освалда, и натерали су Марину да претпостави да је можда случајно заузео другу позу. Од тада, историја је донела четири различите позе.
Ове фотографије су постале познате као „фотографије из дворишта“ Лија Освалда, које су неки теоретичари завере одбацили као лажне. Серија фотографија је касније пронађена у гаражи домаћинства Паине, са изузетком једне, која је дата Џорџу де Мореншилту.  Фотографију дату  Мореншилдту потписао је и датирао Ли Освалд 5. априла 1963. На њој се такође налази цитат који се приписује Марини на руском, чији превод гласи „Ловац на фашисте, Ха-Ха-Ха!!!“ Марина је негирала да је написала натпис у свом сведочењу 1977. године.

## Убиство Џона Ф. Кенедија
Марина је сазнала за атентат на Џона Кенедија из медијског извештавања о том догађају, а касније и за хапшење њеног супруга. Тог поподнева, детективи Полицијске управе Даласа стигли су у домаћинство Пејн, а на питање да ли Ли поседује пушку, она је показала према гаражи, где је Освалд одложио своју пушку смотану у ћебе; није пронађена пушка. Након тога је испитана и у домаћинству Пејн, а касније и у седишту полиције у Даласу, у вези са учешћем њеног мужа у убиству председника и пуцању на полицајца Даласа Ј. Д. Типита. Марина је сведочила да је када је видела свог мужа био миран, али „по његовим очима сам видела да се плашио. Опросто се са мном очима. Знао сам то.”
Остала је удовица у 22 години, два дана након атентата када је Џек Руби убио Освалда док су Освалда пребацивали из градског затвора у окружни. Марина је тражила да оде у болницу Паркланд да види Освалдово тело. Марина му је отворила очи рекла: „Плаче, очи су му мокре.“  Након убиства Кенедија и хапшења њеног мужа, Марина је била под заштитом Тајне службе све док није завршила своје сведочење пред Вореновом комисијом. Пред комисијом је имала укупно четири изсласка. У оквиру комисије изнета су питања о њеној поузданости као сведока, посебно у вези са њеним тврдњама о покушају атентата на генерала Едвина Вокера  и њеним наводима да је Ли Освалд намеравао да убије Ричарда Никсона. У свом сведочењу, она је изнела своје уверење да је њен муж крив, што је поновила у сведочењу пред Одабраним комитетом Дома за убиства 1978. године.

## Каснији живот
Прво је остала у Даласу у Тексасу. Донације које су јој послали анонимни донатори износили су око 70.000 долара. Продала је Лијев руски дневник за 20.000 долара и слику на којој држи пушку којом је пуцао на Кенедија за 5.000 долара. Такође је покушала, али није успела, да дође у посед пиштоља како би га продала.
После се уписала  на Универзитет у Мичигену, али се касније вратила у Далас и купила кућу. Године 1965. удала се за електроничара Кенета Џеса Портера, са којим је добила сина, којег је касније оптужила за насиље у породици. Средином 1970-их, преселила се у Роквол, Тексас. 1989. је постала натурализована држављанка Сједињених Држава.
Иако није званично одустала од свог сведочења у Вореновој комисији, Марина је рекла да сада верује да је Освалд био потпуно невин за убиства Кенедија и Типита и да је „Човек молитвеник“ виђен на степеницама Депозитор књига у време атентата био је Ли (видети теорије завере о атентату на Џона Ф. Кенедија).